# Чемпіонат СРСР з хокею із шайбою 1983—1984
38-й чемпіонат СРСР з хокею із шайбою проходив з 18 вересня 1983 по 30 квітня 1984 року. У восьмий раз поспіль золоті нагороди здобув московський ЦСКА. На другому місці розташувався столичний «Спартак», а бронзу отримав воскресенський «Хімік».

## Підсумкова таблиця
| М  | Команда                | І  | Пер | Н | Пор | ЗШ  | ПШ  | О  |
| -- | ---------------------- | -- | --- | - | --- | --- | --- | -- |
| 1  | ЦСКА (Москва)          | 44 | 43  | 0 | 1   | 286 | 80  | 86 |
| 2  | «Спартак» (Москва)     | 44 | 26  | 6 | 12  | 214 | 150 | 58 |
| 3  | «Хімік» (Воскресенськ) | 44 | 26  | 5 | 13  | 176 | 159 | 57 |
| 4  | «Динамо» (Москва)      | 44 | 24  | 8 | 12  | 172 | 109 | 56 |
| 5  | «Сокіл» (Київ)         | 44 | 20  | 6 | 18  | 156 | 142 | 46 |
| 6  | «Торпедо» (Горький)    | 44 | 18  | 7 | 19  | 139 | 145 | 43 |
| 7  | «Крила Рад» (Москва)   | 44 | 19  | 5 | 20  | 142 | 141 | 43 |
| 8  | «Динамо» (Рига)        | 44 | 17  | 8 | 19  | 146 | 172 | 42 |
| 9  | «Трактор» (Челябінськ) | 44 | 15  | 7 | 22  | 103 | 131 | 37 |
| 10 | СКА (Ленінград)        | 44 | 14  | 4 | 26  | 133 | 158 | 32 |
| 11 | «Іжсталь» (Іжевськ)    | 44 | 7   | 4 | 33  | 100 | 216 | 18 |
| 12 | «Сибір» (Новосибірськ) | 44 | 5   | 0 | 39  | 107 | 271 | 10 |

## Бомбардири
| Гравець              | Команда            | Ш  | П  | О  |
| -------------------- | ------------------ | -- | -- | -- |
| Сергій Макаров       | ЦСКА (Москва)      | 36 | 37 | 73 |
| Володимир Крутов     | ЦСКА (Москва)      | 37 | 20 | 57 |
| Микола Дроздецький   | ЦСКА (Москва)      | 31 | 20 | 51 |
| В'ячеслав Фетісов    | ЦСКА (Москва)      | 19 | 30 | 49 |
| Олександр Кожевников | «Спартак» (Москва) | 33 | 14 | 47 |
| Віктор Шалімов       | «Спартак» (Москва) | 24 | 21 | 45 |
| Валерій Брагін       | «Хімік»            | 19 | 26 | 45 |
| Сергій Капустін      | «Спартак» (Москва) | 22 | 21 | 43 |
| Сергій Шепелєв       | «Спартак» (Москва) | 21 | 21 | 42 |
| Ігор Ларіонов        | ЦСКА (Москва)      | 15 | 26 | 41 |

Закинуті шайби:
37 — Володимир Крутов (ЦСКА)
36 — Сергій Макаров (ЦСКА)
33 — Олександр Кожевников («Спартак»)
31 — Микола Дроздецький (ЦСКА)
25 — Володимир Щуренко («Хімік»)
24 — Віктор Шалімов («Спартак»)
24 — Хельмут Балдеріс («Динамо» Р)
22 — В'ячеслав Биков (ЦСКА)
22 — Сергій Капустін («Спартак»)
22 — Володимир Ковін («Торпедо»)
21 — Сергій Шепелєв («Спартак»)
20 — Олексій Фроліков («Динамо» Р)
19 — В'ячеслав Фетісов (ЦСКА)
19 — Валерій Брагін («Хімік»)
18 — Віктор Шкурдюк («Динамо» М)
18 — Віктор Тюменєв («Спартак»)
18 — Микола Варянов («Динамо» М)
18 — Євген Шастін («Сокіл»)
18 — Олександр Скворцов («Торпедо»)
18 — Сергій Пряхін («Крила Рад»)
17 — Андрій Хомутов (ЦСКА)
17 — Олександр Зибін (ЦСКА)
17 — Сергій Кудяшов («Хімік»)
17 — Андрій Андрєєв (СКА)
17 — Сергій Лапшин (СКА)
16 — Сергій Яшин («Динамо» М)
16 — Євген Штепа («Крила Рад»)
16 — Михайло Панін (СКА)
16 — Олександр Веселов («Іжсталь»)
15 — Анатолій Антипов («Динамо» М)
15 — Ігор Ларіонов (ЦСКА)
15 — Олег Ісламов («Сокіл»)
15 — Віктор Доброхотов («Торпедо»)
15 — Володимир Дудін («Динамо» Р)
14 — Ігор Мішуков («Хімік»)
14 — Володимир Голубович («Сокіл»)
14 — Ігор Ромашин («Крила Рад»)
14 — Володимир Лубкін («Динамо» Р)
14 — В'ячеслав Лавров (СКА)
13 — Олександр Кабанов («Крила Рад»)
13 — Михайло Шостак («Динамо» Р)
12 — Олексій Касатонов (ЦСКА)
12 — Ігор Болдін («Спартак»)
12 — Віктор Жлуктов (ЦСКА)
12 — Володимир Лаврентьєв («Спартак»)
12 — Віктор Крутов («Хімік»)
12 — Олександр Черних («Хімік»)
12 — Валерій Євстифеєв («Крила Рад»)
12 — Олександр Глазков («Трактор»)
12 — Сергій Тепляков (СКА)
12 — Сергій Акимов («Сибір»)

## Склади призерів
| ЦСКА (Москва) |
| Воротарі: Олександр Тижних, Владислав Третьяк. Захисники: В'ячеслав Фетісов, Олексій Касатонов, Сергій Стариков, Сергій Бабінов, Ірек Гімаєв, Ігор Стельнов, Володимир Зубков, Ігор Мартинов, Сергій Гімаєв, Андрій Мартем'янов. Нападники: Сергій Макаров, Володимир Крутов, Микола Дроздецький, Ігор Ларіонов, В'ячеслав Биков, Андрій Хомутов, Віктор Жлуктов, Михайло Васильєв, Олександр Герасимов , Олександр Зибін, Ігор Вязмикін, Олександр Лобанов, Сергій Нємчинов, Леонід Трухно, Олексій Саломатін, Анатолій Фетісов. Старший тренер — Віктор Тихонов; тренери — Віктор Кузькін, Юрій Мойсеєв. |

| «Спартак» (Москва) |
| Воротарі: Віктор Дорощенко, Дмитро Саприкін, Сергій Голошумов. Захисники: Ілля Бякін, Володимир Тюриков, Юрій Ричков, Сергій Борисов, Володимир Кучеренко, Андрій Чистяков, Валерій Михайлов, Олександр Лисенко, Юрій Зуєв. Нападники: Олександр Кожевников, Віктор Шалімов, Сергій Капустін, Сергій Шепелєв, Віктор Тюменєв, Володимир Лаврентьєв, Ігор Болдін, Олександр Орлов, Ігор Орлов, В'ячеслав Анісін, Сергій Варнавський, Віктор Логинов, Віталій Прохоров, Павло Шиндяпін. Старший тренер — Борис Кулагін; тренери — Анатолій Ватутін, Валентин Аньшин. |

| «Хімік» (Воскресенськ) |
| Воротарі: Леонід Герасимов, Олександр Лисенков. Захисники: Сергій Карпов, Андрій П'ятанов, Володимир Локотко, Євген Казачкін, Олександр Смірнов, Микола Давидкін, Володимир Кольцов, Віктор Соколов, Ігор Монаєнков, Олександр Головкін. Нападники: Валерій Брагін, Володимир Щуренко, Віктор Крутов, Сергій Кудяшов, Ігор Мишуков, Борис Веригін, Андрій Ломакін, Олександр Черних, Сергій Одинцов, Ігор Капустін, Аркадій Обухов, Ігор Баженов, Микола Ванін, Валерій Каменський, Ігор Марюхін, Дмитро Квартальнов, П. Єфимов. Старший тренер — Володимир Васильєв; тренери — Валерій Кузьмін, Геннадій Сирцов. |

## Лауреати Федерації
Гравці однієї команди увійшли до списку шести кращих хокеїстів сезону, затвердженого президією Федерації хокею СРСР:
| Воротар: Владислав Третьяк. Захисники: В'ячеслав Фетісов, Олексій Касатонов. Нападники: Сергій Макаров, Микола Дроздецький, Володимир Крутов. |

Президія Федерації хокею СРСР також визначила перелік 34 кращих хокеїстів сезону (4+12+18):
| Воротарі: Владислав Третьяк (ЦСКА), Володимир Мишкін («Динамо» М), Леонід Герасимов («Хімік»), Олександр Тижних (ЦСКА). Захисники: В'ячеслав Фетісов, Олексій Касатонов, Сергій Стариков, Ігор Стельнов, Сергій Бабінов, Ірек Гімаєв (усі — ЦСКА), Зінетула Білялетдінов, Василь Первухін (обидва — «Динамо» М), Андрій П'ятанов («Хімік»), Володимир Тюриков («Спартак»), Олексій Гусаров (СКА), Михайло Татаринов («Сокіл»). Нападники: Сергій Макаров, Володимир Крутов, Ігор Ларіонов, Микола Дроздецький, Андрій Хомутов, Олександр Герасимов, Михайло Васильєв, В'ячеслав Биков (усі — ЦСКА), Олександр Кожевников, Сергій Шепелєв, Віктор Тюменєв, Ігор Болдін, Віктор Шалімов (усі — «Спартак»), Володимир Ковін, Олександр Скворцов, Михайло Варнаков (усі — «Торпедо» Г), Володимир Щуренко («Хімік»), Сергій Свєтлов («Динамо» М). |

## Сто бомбардирів
1. Борис Михайлов — 427
2. В'ячеслав Старшинов — 404
3. Олексій Гуришев — 379
4. Володимир Петров — 370
5. Веніамін Александров — 345
6. Анатолій Фірсов — 339
7. Олександр Якушев — 339
8. Віктор Циплаков — 334
9. Олександр Мальцев — 330
10. Хельмут Балдеріс — 302
11. Валерій Харламов — 293
12. Володимир Вікулов — 282
13. Віктор Шалімов — 277
14. Валентин Козін[ru] — 274
15. Володимир Гребенников[ru] — 252
16. Борис Майоров[ru] — 252
17. Сергій Капустін — 248
18. Всеволод Бобров — 243
19. Володимир Юрзінов — 241
20. Євген Грошев — 234
21. Олександр Голиков — 225
22. Петро Природін[ru] — 221
23. Віктор Шувалов — 220
24. Валерій Бєлоусов — 218
25. Олександр Федотов[ru] — 215
26. Валентин Панюхін[ru] — 214[1]
27. Костянтин Локтєв — 213
28. Володимир Шадрін — 213
29. Олександр Альметов — 211
30. Олександр Мартинюк[en] — 211
31. Олексій Мішин[ru] — 211[2]
32. Віктор Шевелєв — 207[3]
33. Олександр Бодунов[ru] — 206
34. Михайло Бичков — 203
35. Петро Андрєєв — 202
36. Сергій Макаров — 201
37. Олександр Уваров — 198
38. Володимир Васильєв[ru] — 198
39. Олександр Скворцов — 198
40. Юрій Парамошкін[ru] — 195
41. Беляй Бекяшев[ru] — 194
42. Юрій Мойсеєв — 193
43. Валентин Гурєєв[ru] — 190[4]
44. Микола Дроздецький — 188
45. Віктор Жлуктов — 188
46. Ігор Чистовський[ru] — 187
47. Анатолій Мотовилов — 187
48. Євген Зимін — 184
49. Анатолій Картаєв[ru] — 184[5]
50. Володимир Кисельов[ru] — 184
51. Валерій Фоменков[ru] — 183[6]
52. Віктор Якушев — 182
53. Євген Мишаков[ru] — 181
54. Сергій Котов[ru] — 177
55. В'ячеслав Анісін — 176
56. Олег Короленко[ru] — 174
57. Юрій Лебедєв[ru] — 173
58. Станіслав Петухов[ru] — 171
59. Віталій Стаїн[ru] — 171[7]
60. Юрій Морозов[ru] — 170
61. Юрій Репс — 170
62. Володимир Крутов — 169
63. Володимир Голиков — 164
64. Віктор Пряжников[ru] — 162
65. Валентин Чистов — 162
66. Сергій Солодухін[ru] — 160
67. Євген Шигонцев[ru] — 160[8]
68. Олександр Кожевников — 159
69. В'ячеслав Солодухін[ru] — 156
70. Олександр Волчков[ru] — 155
71. Юрій Глазов — 155[9]
72. Віктор Полупанов[ru] — 154
73. Володимир Расько[ru] — 154[10]
74. Віктор Крутов — 152[11]
75. Юрій Волков[ru] — 152
76. Аркадій Рудаков[ru] — 151[12]
77. Валентин Кузін — 150
78. Микола Хлистов — 149
79. Віктор Доброхотов — 149[13]
80. Дмитро Копченов — 148[14]
81. Микола Шорін — 148[15]
82. Володимир Погребняк — 147[16]
83. Юрій Савцилло — 147[17]
84. Володимир Брунов[ru] — 145
85. Леонід Волков — 145
86. Володимир Лаврентьєв[ru] — 145
87. Франц Лапін — 144[18]
88. Віктор Кунгурцев — 143[19]
89. Микола Бец — 142[20][21]
90. Віктор Жучок[ru] — 142[22]
91. Михайло Варнаков[ru] — 142
92. Євген Бабич — 140
93. Володимир Дев'ятов[ru] — 140[23]
94. Микола Снєтков[ru] — 140
95. Анатолій Іонов — 139
96. Сергій Мітін[ru] — 139[24]
97. Володимир Ковін — 137
98. Юрій Крилов — 136
99. Володимир Новожилов[ru] — 135
100. Юрій Баулін[en] — 135
101. Валерій Нікітін[ru] — 135
102. Ігор Самочорнов[ru] — 135

## «Сокіл»
Статистика гравців українського клубу в чемпіонаті:
| Воротарі: Юрій Шундров — 37 (99п), Костянтин Гаврилов — 23 (37п), Олександр Васильєв — 3 (6п). Захисники: Олександр Менченков — 42 (5+10), Микола Ладигін — 42 (6+8), Михайло Татаринов — 38 (7+3), Валерій Ширяєв — 35 (7+3), Сергій Горбушин — 42 (3+6), Олег Васюнін — 40 (1+8), Валерій Сидоров — 27 (2+1), Юрій Парфілов — 23 (0+1), Анатолій Доніка — 11 (0+0), Олег Посметьєв — 5 (0+0), Андрій Коршунов — 5 (0+0). Нападники: Володимир Голубович — 43 (14+14), Олег Ісламов — 41 (15+10), Євген Шастін — 43 (18+5), Анатолій Степанищев — 39 (11+9), Олександр Куликов — 37 (11+8), Сергій Земченко — 43 (10+9), Андрій Овчинников — 37 (10+8), Сергій Давидов — 43 (7+11), Микола Наріманов — 43 (11+6), Анатолій Дьомін — 40 (7+7), Андрій Земко — 35 (6+1), Володимир Єловиков — 30 (3+4), Андрій Мажугін — 18 (1+2), Олег Синьков — 10 (1+0), Євген Аліпов — 2 (0+0). Старший тренер — Анатолій Богданов; тренери — Броніслав Самович, Олександр Фадєєв. |

## Перша ліга
| М  | Команда                       | І  | Пер | Н  | Пор | ЗШ  | ПШ  | О   |
| -- | ----------------------------- | -- | --- | -- | --- | --- | --- | --- |
| 1  | «Автомобіліст» (Свердловськ)  | 60 | 51  | 0  | 9   | 349 | 161 | 102 |
| 2  | «Кристал» (Саратов)           | 60 | 50  | 1  | 9   | 348 | 161 | 101 |
| 3  | «Салават Юлаєв» (Уфа)         | 60 | 43  | 3  | 14  | 311 | 176 | 89  |
| 4  | «Динамо» (Харків)             | 60 | 35  | 5  | 20  | 304 | 214 | 75  |
| 5  | СК ім. Урицького (Казань)     | 60 | 29  | 7  | 24  | 276 | 266 | 65  |
| 6  | «Динамо» (Мінськ)             | 60 | 28  | 8  | 24  | 254 | 229 | 64  |
| 7  | «Торпедо» (Усть-Каменогорськ) | 60 | 29  | 3  | 28  | 282 | 254 | 61  |
| 8  | «Торпедо» (Ярославль)         | 60 | 26  | 4  | 30  | 238 | 241 | 56  |
| 9  | «Іжорець» (Ленінград)         | 60 | 22  | 12 | 26  | 256 | 289 | 56  |
| 10 | «Торпедо» (Тольятті)          | 60 | 25  | 3  | 32  | 255 | 274 | 53  |
| 11 | «Молот» (Перм)                | 60 | 23  | 6  | 31  | 227 | 267 | 52  |
| 12 | «Металург» (Череповець)       | 60 | 21  | 9  | 30  | 220 | 275 | 51  |
| 13 | «Дизеліст» (Пенза)            | 60 | 21  | 8  | 31  | 210 | 258 | 50  |
| 14 | «Автомобіліст» (Караганда)    | 60 | 20  | 5  | 35  | 210 | 284 | 45  |
| 15 | «Енбек» (Алма-Ата)            | 60 | 9   | 8  | 43  | 229 | 399 | 26  |
| 16 | «Бінокор» (Ташкент)           | 60 | 5   | 4  | 51  | 157 | 378 | 14  |

Найрезультативніші гравці: Сергій Столбун (СК ім. Урицького) — 56 закинутих шайб, Володимир Зубрильчев («Динамо» Харків) — 53, Борис Александров («Торпедо» Усть-Каменогорськ) — 50.